# The Ultimates
The Ultimates — ограниченная серия комиксов из тринадцати выпусков, опубликованная издательством Marvel Comics с марта 2002 по апрель 2004 года. Автором серии стал Марк Миллар, а художником — Брайан Хитч. Серия рассказывает о команде супергероев Ultimates и вышла с пометкой Ultimate Marvel — импринта Marvel Comics.

## История публикаций
Серия The Ultimates дебютировала в феврале 2002 года (однако на обложке дата была отмечена как март 2002) и состояла из тринадцати выпусков. Выпуски выходили со значительными перерывами, что художник Брайан Хитч объяснил своей занятостью и медлительностью, однако заверил, что это единичный прецедент и такой метод работы для него не свойственен. Хитч после окончания работы над серией высказал заинтересованность адаптировать её для анимации и позже стал одним из художников, работавших над мультфильмами по мотивам серии — «Ultimate Мстители» и «Ultimate Мстители 2».

## Сюжет
Ник Фьюри, генеральный директор организации Щ.И.Т. получает правительственный приказ собрать команду людей со сверхспособностями. Фьюри формирует группу в лице Капитана Америки, учёных Хэнка Пима и его жену Джанет Ван Дайн (Гигантский человек и Оса), Брюса Баннера (Халк) и Тони Старка (Железный человек). Они отправляются на объект, принадлежащий Щ. И. Т. — Трискелион, где организовывают штаб-квартиру. Брюс Баннер вводит себе сыворотку супер-солдата, которая влияет на его альтер эго — Халка, который впадает в ярость и не поддаётся контролю. Команда вынуждена обратиться за помощью к Тору — асгардианскому богу войны. Хэнк Пим во время ссоры бьёт Джанет, случайно опрокидывая на неё уменьшающие «частицы Пима», которые уменьшают её рост до размеров осы, за что Капитан Америка бьёт его в ответ, сломав Пиму челюсть. К группе присоединяются мутанты — Алая Ведьма и Ртуть, а также агенты Соколиный глаз и Чёрная вдова. Вместе с ними они нападают на базу пришельцев-оборотней в Микронезии, однако обнаруживают, что база пуста и заминирована. Бомба взрывается и, казалось бы, убивает всех присутствующих. Думая, что Ultimates погибли, на землю прибывает ещё одна группа пришельцев, однако Железный человек успел поставить силовое поле, Тор телепортировал всех членов команды прежде, чем здание взорвалось. С помощью Халка команде удалось остановить нападение оборотней и уничтожить их корабли.

## Награды и номинации
За работу над серией Марк Миллар был номинирован на премию Wizard Fan Award в 2002 и 2004 годах как «Лучший писатель». В 2003 году, Брайан Хитч был отмечен номинацией на премию Harvey Award как «Лучший художник», а в 2002 и 2003 годах на Wizard Fan Award в той же номинации. Хитч совместно с Эндрю Карри были номинированы в 2003 году на премию Eisner Award как «Лучшая команда художника/контурщика» . Автор шрифтов Крис Эллиополос выиграл на Wizard Fan Award в 2002 и 2003 году в категории «Лучший автор шрифтов».

## Коллекционные издания
| The Ultimates Vol. 1: Super-Human       | ISBN 0-7851-0960-9 | включает выпуски Ultimates #1-6  |
| The Ultimates Vol. 2: Homeland Security | ISBN 0-7851-1078-X | включает выпуски Ultimates #7-13 |
| The Ultimates (твёрдая обложка)         | ISBN 0-7851-1082-8 | включает выпуски Ultimates #1-13 |